# Personal Safety Pass

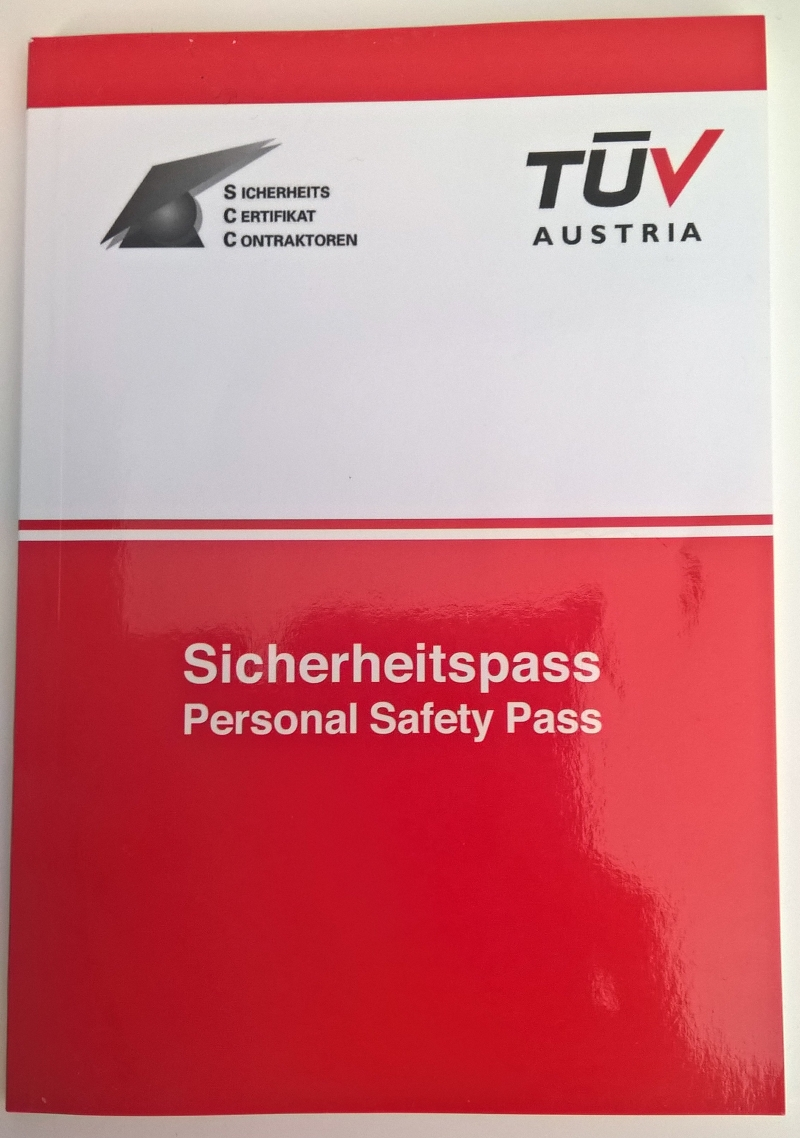
Personal safety pass (Paszport bezpieczeństwa)

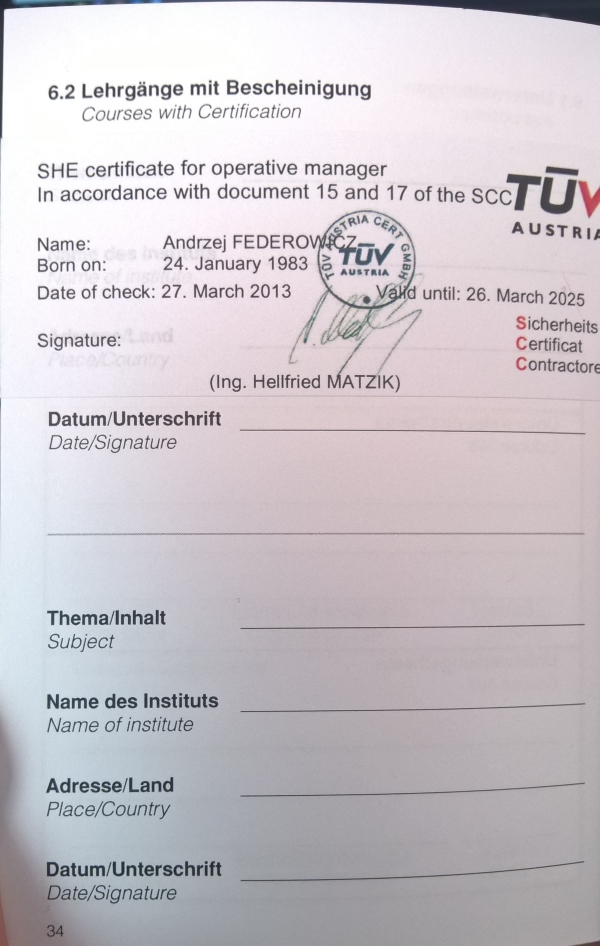
Personal safety pass (Paszport bezpieczeństwa)

Personal Safety Pass (Paszport SCC) (ang. Osobisty Paszport Bezpieczeństwa) – imienny dokument ze zdjęciem, wydawany przez jednostki dokonujące certyfikacji personalnej zgodnie ze standardem Safety Checklist Contractors (SCC). Dokument wydawany jest na podstawie uzyskanego certyfikatu SCC, po odbyciu odpowiedniego szkolenia i zdania egzaminu przed przedstawicielem akredytowanej jednostki. W paszporcie znajdują się wszystkie informacje dotyczące kwalifikacji zawodowych pracownika, przebytych szkoleń specjalistycznych i instruktaży, a także zakresu i terminów ważności badań lekarskich.

## Rodzaje certyfikacji
Personal Safety Pass wydawany jest na podstawie uprawnień SCC, po zdanym egzaminie. Przewidziane są dwa rodzaje egzaminów: dla pracowników operacyjnych (operational employees) oraz kierowników operacyjnych (operational managers). Podział funkcyjny uzależniony jest od wymagań stawianych przez normę SCC, w zakresie posiadanej wiedzy i uprawnień:
- SCC dla pracowników operacyjnych - ukończone szkolenie i zdany egzamin zgodnie z wymaganiami dokumentu 016/018 (czasem określanych A16/A18) normy SCC,
- SCC dla kierowników operacyjnych - ukończone szkolenie i zdany egzamin zgodnie z wymaganiami dokumentu 015/017 (czasem określanych A15/A17) normy SCC.

## Zasady stosowania
Organizacje certyfikowane w zakresie systemu zarządzania SCC muszą (zgodnie z punktem 3.6 normy) posiadać udokumentowaną procedurę dokonywania wpisów w paszportach bezpieczeństwa. Samo stosowanie paszportów w organizacji jest jednak dobrowolne (organizacja decyduje, czy paszporty będą udostępniane pracownikom, czy też nie). Dla pracownika podstawowym dokumentem uprawniającym do pracy w certyfikowanej firmie lub na certyfikowanym projekcie (np. w charakterze montera lub spawacza) jest certyfikat SCC. Paszport jest coraz częściej wymagany do podjęcia zatrudnienia. Nie jest to wymóg prawny, lecz część wewnętrznych regulacji w certyfikowanej organizacji.